# Pinocchio: A True Story
Pinocchio: A True Story (Пинокккио. Правдивая история, Pinokkio. Pravdivaya istoriya) är en rysk animerad film från 2021, regisserad av Vasiliy Rovenskiy, efter boken Pinocchios äventyr (1883) av Carlo Collodi. Filmen hade premiär i Ryssland den 17 februari 2022. Enligt vissa affischer var det ursprungligen tänkt att filmen skulle släppas 2020 men försenades troligen på grund av COVID-19.
En engelsk dubbning producerades i filmens hemland Ryssland. En alternativ version av dubbningen med Pauly Shore, Tom Kenny och Jon Heder släpptes på DVD i USA av Lionsgate den 22 mars 2022.

## Sammanfattning
Den unge Pinocchio flyr från sin geniala skapare Jepetto tillsammans med hästen Tybalt för att se världen och ansluter sig till den resande cirkusen som drivs av skojaren Modjafocco. Pinocchio är huvudattraktionen och medan han säljer ut föreställningarna runt om i landet rånar katten och räven åskådarnas hus.
Även om Pinocchio blir huvudmisstänkt av polisen känner han inte till rånen, eftersom han är förälskad i Bella, en annan arbetare på cirkusen, och med hjälp av Lucilda, en älva, vill han bli en levande pojke och vinna sitt livs kärlek.

## Rollista (i urval)
| Roll       | Rysk röst         | Engelsk röst |
| ---------- | ----------------- | ------------ |
| Pinocchio  | Philip Lebedev    | Pauly Shore  |
| Geppetto   | Anton Eldarov     | Tom Kenny    |
| Tybalt     | Diomid Vinogradov | Jon Heder    |
| Bella      | Eliza Martirosova | Liza Klimova |
| Modjafucco | Dmitriy Iosifov   | Bernard Carl |
| Lucilda    | Irina Kireeva     | Kate Lann    |

## Internetmeme

Lionsgate, företaget som skapade den engelska dubbningen för "Pinocchio: A true story".

När trailern för den engelska dubbningen släpptes, blev den en meme på internet. Specifikt en av de första replikerna ("Father, when can I leave to be on my own?") blev en välkänd video på Youtube. Namnet på memen blev "Yaasified Pinocchio" vilket refererar till "Yaas", ett populärt stereotypt flamboyant och effeminerat slang för ordet "Yes", eller "Fruity Pinocchio", där "Fruity" refererar till slang för homosexualitet.